# NGC 6029
NGC 6029 ist eine 14,5 mag helle kompakte Galaxie vom Hubble-Typ C im Sternbild Schlange. Sie wurde am 2. Juni 1864 von Albert Marth entdeckt.